# Hasta los dientes
Hasta los dientes es el segundo álbum del cantante dominicano de música cristiana Redimi2, (junto a Chiqui y su hermano J.G.), lanzado en 2004. Este álbum cuenta con la participación de varios artistas como J Cantoral, Ariel Kelly y 3C, entre otros.
El álbum es el primero distribuido por su sello Redimi2 Records, y fue el último álbum como grupo, Redimi2 Squad.
En 2020, Los Hermanos del Rap, Natán el Profeta y el Philippe, presentan en su álbum Isaías 60:2 una canción con el mismo título que contiene el coro de la canción «No más muerte», asimismo, el rapero costarricense Mr. Pray promocionó en 2018 una nueva versión como sencillo para su próximo proyecto.

## Lista de canciones
| N.º | Título                                             | Duración |  |
| 1.  | «Intro»                                            | 1:18     |  |
| 2.  | «Sangre» (con la voz adicional de Romy Ram)        | 3:45     |  |
| 3.  | «Déjame nacer»                                     | 4:18     |  |
| 4.  | «Ese soy yo» (con la voz adicional de J Kantoral)  | 4:10     |  |
| 5.  | «Ya no te quiero» (con J Kantoral)                 | 4:40     |  |
| 6.  | «No más muerte» (con la voz adicional de Mr. Pray) | 4:41     |  |
| 7.  | «Raphy Mendez»                                     | 4:45     |  |
| 8.  | «Raphy Mendez II»                                  | 5:12     |  |
| 9.  | «La envidia»                                       | 1:27     |  |
| 10. | «Que me viste» (con la voz adicional de Helton DJ) | 4:05     |  |
| 11. | «No hay casualidad»                                | 1:27     |  |
| 12. | «5 micrófonos» (con Ariel Kelly y 3C)              | 6:05     |  |
| 13. | «Hasta los dientes»                                | 4:05     |  |
| 14. | «Falsa risa»                                       | 3:42     |  |
| 15. | «Quien nos va a cambiar»                           | 4:07     |  |
| 16. | «Lo que quiero» (con Dinero de 3C)                 | 3:38     |  |
| 17. | «Historia bella» (con Julia Javier)                | 3:53     |  |
| 18. | «Siembra y cosecha» (con Lógico7)                  | 3:48     |  |